# Иона (фильм)
«Ио́на» — советский драматический художественный фильм 1987 года молдавского кинорежиссёра Валерия Жереги, снятый на киностудии «Молдова-фильм».

## Сюжет
Действие фильма происходит в провинциальном молдавском городке. Семнадцатилетняя Милика, выпускница школы, пока не сделала выбор своей будущей профессии. Но это не главная её проблема. Милика больше переживает по поводу разлада в семье — ей становится очевидно, что мать и отец больше не любят друг друга. Девушка устраивается на птицефабрику, но работа не приносит ей удовлетворения. Она приходит в парашютную секцию ДОСААФ и там знакомится с Думитру, будущим призывником.

## В ролях
- Анжела Чобану
- Петру Чобану
- Ион Суружиу
- Татьяна Фрунзе
- Виктория Малай
- Ион Морару
- Ольга Чолаку
- Александру Олару
- Нина Ботнаренко
- Сержиу Плэмэдялэ
- Николай Харин
- Аурика Илиеш
- Валериу Парфени
- Лия Таран
- Андрей Мудря
- Якоб Тодерикэ

## Съёмочная группа
- Автор сценария: Валериу Жереги, при участии Влада Друка
- Режиссёр: Валериу Жереги
- Оператор: Андрей Солонарь
- Художник: Ликэ Саинчук
- Художник по гриму: Николай Пономаренко
- Композитор: Ион Алдя-Теодорович

## Премии
- Всесоюзный кинофестиваль в Тбилиси (1987) — второй приз среди детских фильмов[1]

## Критика
«Иона» ознаменовал собой новый этап не только в творчестве режиссера, но и в биографии студии «Молдова-филм». Это картина о молодежи и для молодежи. От предыдущих работ Валериу Жереги она отличается разительно. Все иное. Выстраивавший достаточно абстрактные композиции дистиллированными персонажами, в «Ионе» режиссер свернул на новую проторь, где предпринял попытку увидеть современный мир без розовых очков и эстетства.— Киноискусство Молдовы: история, теория, практика / Виктор Данилович Андон. - Штиинца, 1991. - 54 с. - с. 42

## Технические данные
Продолжительность фильма: 92 минуты. Цвет.